# Leiocephalus jamaicensis
Espèce
Leiocephalus jamaicensis est une espèce éteinte de sauriens de la famille des Leiocephalidae.

## Répartition
Cette espèce était endémique de Jamaïque.

## Étymologie
Son nom d'espèce, composé de jamaic et du suffixe latin -ensis, « qui vit dans, qui habite », lui a été donné en référence au lieu de sa découverte, la Jamaïque.

## Publication originale
- Etheridge, 1966 : An extinct lizard of the genus Leiocephalus from Jamaica. Quarterly Journal of the Florida Academy of Sciences, vol. 29, p. 47-59 (texte intégral).